# Andrés Escobar
Andrés Escobar Saldarriaga (Medellín, 13 de março de 1967 – Medellín, 2 de julho de 1994) foi um futebolista colombiano que atuava como zagueiro.
Foi um símbolo do Atlético Nacional e da sua cidade natal. Era conhecido como "cavalheiro do futebol" e chegou a ser capitão da seleção colombiana e campeão da Copa Libertadores da América, em 1989. Teve uma breve passagem pela Suíça, onde defendeu o Young Boys.
Disputou as Copas do Mundo de 1990 e 1994 e se tornou conhecido por ter feito um gol contra que ajudou a desclassificar a Colômbia em 1994, provavelmente o motivo pelo qual foi assassinado no mês seguinte em sua cidade natal.

## Biografia
De prestigiada família, Escobar estudou no Colégio Calasanz em Conrado Gonzalez, um bairro de sua cidade natal, onde se graduou. Em seguida, ele dedicou sua vida ao futebol, esporte que sempre mostrou grande interesse e praticava com disciplina e responsabilidade. Jogava desde criança na sua escola, onde seus grandes talentos do futebol foram evidentes pois começou sua carreira jogando no time do colégio. Era filho de Dario Escobar, um banqueiro que fundou uma organização que dá aos jovens a oportunidade de jogar futebol em vez de estar nas ruas de Beatriz Saldarriaga. O zagueiro colombiano foi também um dos maiores ídolos do futebol de seu país apesar da sua curta carreira que, no entanto, deixou com um exemplo da vida real para os colombianos. Sua carreira é a prova de esforço, perseverança, dedicação e, claro, a justiça.
Seu futebol era calmo, elegante e muito técnico. O uso acentuado da perna esquerda, seus 1,84 metros de altura e liderança exercida no setor central da defesa. O homem que usava a camisa de número 2 (tanto na seleção colombiana como no Nacional) jogou uma marca rígida, mas sem aspereza, teve a habilidade e talento para manter a bola dominada e começar a criar jogadas de ataque. Sua elegância e competência para lidar com a bola fez dele uma figura reconhecida que viveu um processo no futebol colombiano daquela época. Ele reflete a dimensão profissional que adquiriu como um jogador nacional enfrentando desafios, obrigações e compromissos.
Era o tipo de jogador ideal para qualquer equipe, não só porque é tecnicamente e taticamente capaz, mas porque sua condição humana é incomparável. Dentro e fora dos gramados a sua imagem é projetada com personalidade e tem as habilidades das pessoas, em suma, é considerado como um verdadeiro cavalheiro nos campos.

## Carreira

### Atlético Nacional de Medellin
Seu primeiro e último clube profissional foi o Atlético Nacional de Medellín, a equipe onde ele iria jogar a maior parte de sua vida esportiva. Estreou em 1985 nos times juvenis e em 1988 foi para a equipe profissional. Jogando para o Atlético Nacional, venceu a Copa Libertadores em 1989 e a Copa América do próximo ano, após ver o America de Cali, outra equipe colombiana, ficar no vice durante quatro anos seguidos. O mesmo em 1989 jogou a Copa Intercontinental, em Tóquio, no Japão, contra o AC Milan, que perderia o jogo por 1x0. Em 1991, seria campeão jogando pelo Atlético Nacional. Seu mandato no Atlético Nacional foi inquestionável e sua peça era requintada, correu a bola de sua área e jogando como se não tivesse nenhum desejo, a sua estadia na defesa deu-lhe confiança e segurança para o resto da equipe, que foi concedido no âmbito capitão levar a tira para vários jogos com a camisa verde até o dia de sua morte.

## Títulos
Atlético Nacional
- Copa Libertadores da América: 1989
- Copa Interamericana: 1989
- Campeonato Colombiano: 1991

## Seleção colombiana

### Eventos marcantes
Ainda em 1988, Escobar foi chamado pela primeira vez para a seleção nacional de futebol da Colômbia, onde logo ganhou fama ao marcar o gol de empate entre Colômbia e Inglaterra no Estádio de Wembley. Este, por conseguinte, é o único marcado pela seleção sobre a Inglaterra e o único que marcou a favor para a Colômbia.
Após o sucesso na Libertadores, Escobar foi convocado pelo próprio Francisco Maturana para a Copa de 1990, onde seria titular, mas veria o ídolo René Higuita jogar a classificação às quartas pela descarga, ao perder a bola para Roger Milla. Disputou as Copas do Mundo de 1990 na Itália e a de 1994 nos EUA, nessas duas durante o comando do gênio Maturana.
Sua vida com a seleção da Colômbia foi impregnada de alegrias e sempre foi admirado por seu cavalheirismo, ganhando o amor e o respeito de todos os colombianos. Soberano na cobertura, capaz com o temperamento de um craque de bola, sempre de cabeça para cima, surpreendendo os adversários, com poder e com um cabeçalho, com ótimo estado no futebol moderno para um ataque surpresa. Na última copa que disputou, foi capitão da seleção colombiana e uniu o país.

### Gol contra
A Colômbia estava com a sua melhor geração da história, capitaneados por Carlos Valderrama, Fred Rincón e Faustino Asprilla, e novamente sob o comando de Maturana. Na primeira partida, uma derrota para a Romênia por 3 a 1, mas que não foi tão terrível, pois os romenos eram os melhores do grupo e chegariam longe naquela Copa, comandados por Hagi e companhia. A derrota vexatória foi para os donos da casa, os Estados Unidos, sem tradição alguma no futebol. Durante esta partida no estádio Rose Bowl, em Pasadena, Andrés Escobar tenta cortar um cruzamento do norte-americano John Harkes, mas manda a bola para as próprias redes com o goleiro Óscar Córdoba caindo pelo lado oposto de onde a bola entrou e marcando o único gol-contra da copa.

## Morte
Na madrugada do dia 2 de julho de 1994, Andrés Escobar foi assassinado em frente a uma discoteca na cidade de Medellín. O defensor foi considerado o grande responsável pela derrota de 2 a 1 da Colômbia para os Estados Unidos na Copa do Mundo daquele ano. O resultado contribuiu para a eliminação da seleção no torneio ainda na primeira fase. Havia acabado de retornar ao seu país e, depois da eliminação de sua seleção na Copa dos Estados Unidos, Escobar pediu férias. Dez dias após o seu regresso, enquanto estava em seu carro no estacionamento de uma discoteca na periferia de Medellín (o estadero "El Indio"), Escobar foi repreendido por Humberto Muñoz Castro acompanhado por três homens. Ele e seus comparsas começaram a discutir com Escobar por causa do gol contra. Dois dos homens empunharam as suas armas de fogo. Por ser insultado, Escobar exigia respeito, mas Muñoz sacou um revólver e disparou no jogador. A sua morte ocorreu quando foi levado para um hospital, tendo sido declarado morto 45 minutos depois. O zagueiro colombiano foi baleado doze vezes. Foi relatado que o assassino gritou "Gol!" (imitando narradores de futebol sul-americanos) disparando em Escobar com uma pistola de calibre 38.
Oficialmente não foi comprovado que o assassinato tenha tido relação com a derrota no Mundial de 1994. No entanto, especula-se que a morte tenha sido encomendada por apostadores colombianos que perderam muito dinheiro com o resultado. A tese mais defendida é a que fala sobre um assassinato premeditado, a mando daqueles que perderam dinheiro de apostas com o resultado da Copa.
Há ainda outras explicações sustentadas sobre o assassinato de Escobar de que teria sido resultado de uma discussão sobre futebol na porta da discoteca durante a madrugada. A outra ressalta a teoria de que Escobar foi morto por pessoas ligadas ao narcotráfico, já que o homem que o matou com 12 tiros, Humberto Muñoz Castro, era guarda-costas e motorista dos membros de um poderoso cartel colombiano, confessou o assassinato e foi sentenciado a 43 anos, mas depois de cerca de 11 foi solto por bom comportamento. Muñoz foi também o motorista de Peter David e Juan Santiago Gallon Henao (dois condenados por tráfico de drogas na Colômbia) e uma versão da história afirma que apostou fortemente na equipe e estava chateado por ter perdido.
O funeral de Escobar foi assistido por mais de 120 mil pessoas. A cada ano as pessoas honram Escobar em seu túmulo, trazendo fotos dele de jogos que disputou. Em julho de 2002, a cidade de Medellín inaugurou uma estátua em honra de sua memória tornando-o um dos símbolos da sua cidade natal.

## Legado
O assassinato de Andrés Escobar manchou a imagem do país internacionalmente. O próprio Escobar trabalhou para promover uma imagem mais positiva da Colômbia, ganhando aclamação no país.
Escobar ainda é lembrado no mais alto interesse dos fãs colombianos e é especialmente lamentada pelos fãs do Atlético Nacional. Escobar é conhecida por sua famosa linha "A vida não termina aqui".
Após a morte de Escobar, sua família fundou o Projeto Andrés Escobar para ajudar crianças desfavorecidas a aprender a jogar futebol.